# Oribatella quadrispinata
Oribatella quadrispinata är en kvalsterart som beskrevs av Hammer 1962. Oribatella quadrispinata ingår i släktet Oribatella och familjen Oribatellidae. Inga underarter finns listade i Catalogue of Life.